# 咸斗栄
咸 斗栄（ハム・ドゥヨン、朝鮮語: 함두영/咸斗榮、1904年9月26日 - 1979年11月6日または11月7日）は、大韓民国の政治家。第3代韓国国会議員。

## 経歴
ソウル出身。養正高等普通学校卒。キョンガン物産株式会社支配人、麻浦区洞会連合会会長、西大門郵便局・西江郵便局長、国民会ソウル市支部常任委員・常務委員、麻浦郷土民保団長、麻浦区防空団長、麻浦義勇消防隊隊長、ソウル市農民会会長、麻浦郷土防衛隊幹部、自由党麻浦区党委員長を務めた。
1979年11月6日午後、ソウル市麻浦区倉前洞の自宅で持病により死去。享年74。